# جزيرة بوشغال
جزيرة بوشغال (بالإنجليزية: Bushghal Island)‏ جزيرة صخرية صغيرة تقع في البحر الأبيض المتوسط حوالي 600 م غرب شاطئ بوشغال بولاية الشلف الواقعة شمال غرب الجزائر، تبلغ مساحة الجزيرة حوالي 0.1 هكتار.